# Тильзит

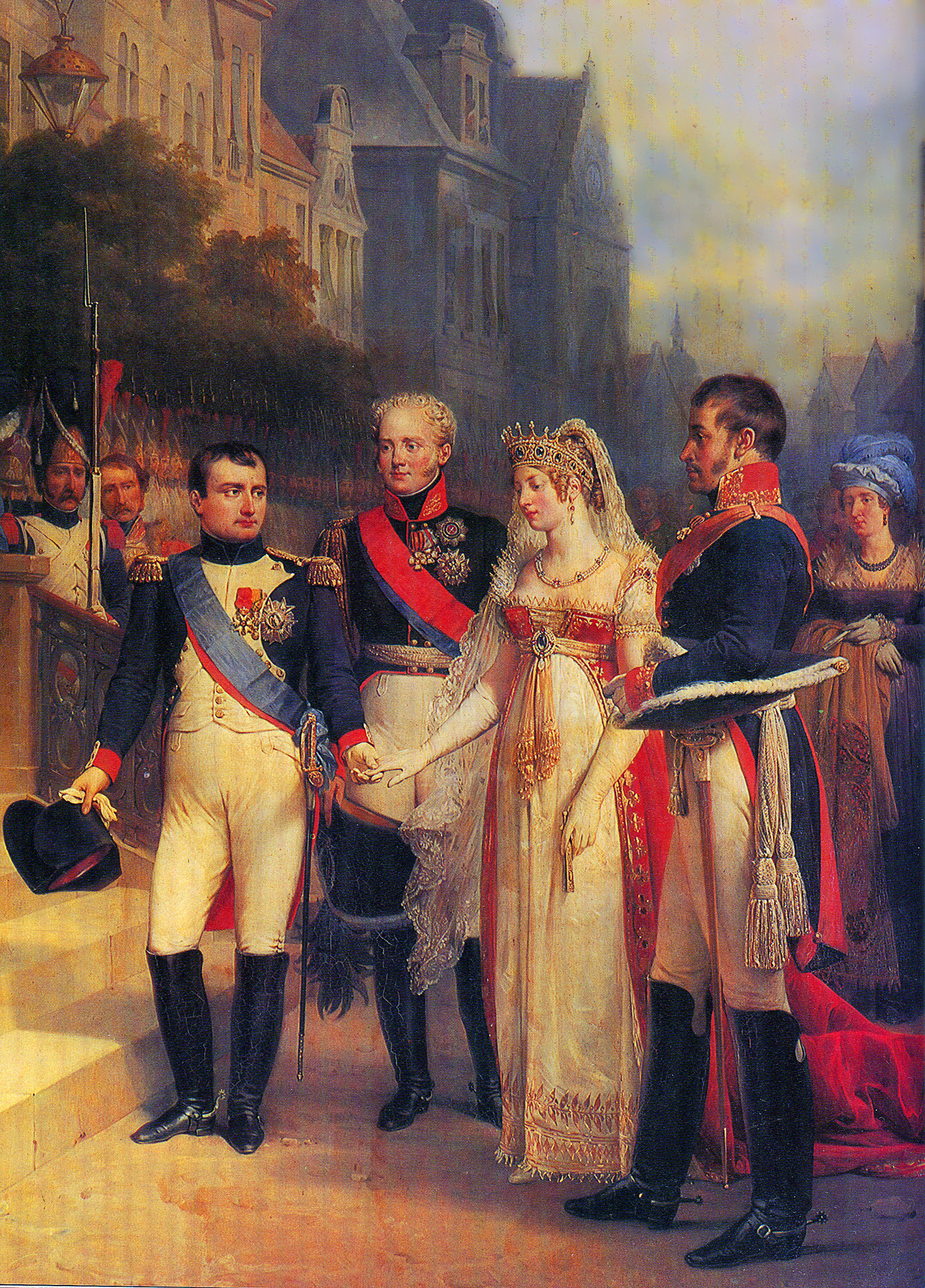
Тильзит. 1807. Королева Луиза убеждает Наполеона сохранить государственность Пруссии

Тильзи́т (нем. Tilsit, лит. Tilžė) — немецкий город в Восточной Пруссии. В 1945 году после присоединения этого региона Советским Союзом и депортации немецкого населения был переименован в Советск 7 сентября 1946 года.

## Хронология

### VI—XII века
На западной окраине города находится известное погребение — Линкунен (Linkuhnen, ehem. Kr. Niederung, Ostpreussen, ныне посёлок Ржевское Славского района Калининградской обл). Этот грунтовый могильник ранее представлял собой большой торговый город и его по праву можно считать предшественником Тильзита. Его погребения состоят из четырёх уровней и различные слои исследователи относят к VI—XII векам (в третьем-четвёртом слое, относящемся к X—XII векам, найдено много изделий викингов). Раскопки поселения проводились в период с 1929 по 1931 год Карлом Энгелем. Этот город был населён прусским племенем скаловов/шальвов. Согласно прусской легенде, название племени происходит от одного из сыновей короля Вайдевуто имени Шалауо. Судя по раскопкам, скаловы были связаны с другими западными балтами, такими как курши и более отдалёнными. Историки полагают, что письменности у скаловов не существовало. Нет никаких документов, доказывающих обратное, хотя, возможно, они были просто потеряны или уничтожены. По летописям более позднего периода, скаловы представлены как народ, активно занимающийся земледелием, охотой и рыболовством, а также обладающий довольно высоким уровнем культурной организации.

### XIII век
- 1221: У скаловов был замок на одной горе возле Раганиты, который штурмовали русские за девять лет до начала тевтонских походов в эти земли — следовательно, 1221 год[2]. Скорее всего, речь идёт как раз о том месте, где позже будет построен замок Каустриттен.
- 1289: Строительство Рагнита и Шалауэрбурга в нижнем течении Немана[2]. (Некоторые немецкие источники полагают, что Шалауэрбург. — это раннее название Тильзита).
- 1293: Произошёл штурм Шалауэрбурга (Скаловского замка) литовцами, было много потерь с каждой стороны, но Шалауэрбург устоял.
- 1295: Разрушение предместья Шалауэрбурга литовцами.

### XIV век
- 1313 год: В районе будущего города Тевтонский орден сооружает первый мост через реку Мемель (Неман).
- 1360 год: Заложена пограничная крепость Шплиттер. Располагалась в 3 км западнее будущего Тильзитского замка.
- 1365 год: 4 тысячи литовцев во главе с тремя литовскими князьями вторглись в Пруссию и уничтожили замки Каустриттен и Шплиттер, оба будут позже восстановлены.
- 1382 год: Уничтожение литовцами замка Каустриттен, больше не восстанавливался.
- 1385 год: Первое упоминание о Тильзите в орденских хрониках[3].

### XV век
- 1404—1410 годы: Строительство замка Тильзит (первоначальное название Нойхауз) на месте старых укреплений в качестве пограничной крепости против нападений литовцев.
- 1411 год: Жемайтийцы разрушают замок Нойхауз. Восстановлен в 1412 году. Под защитой замка возникает прусская деревушка — Тильзе.

### XVI век
- 1511 год: Герцог Альбрехт, став Магистром Немецкого Ордена, предоставляет поселению Тильзе право рыночной торговли. Для заселения поселка он приглашает немцев; им в распоряжение передавалась земля западнее крепости. Прежде всего, это были ремесленники и торговцы, которые ещё были тесно связаны с сельским хозяйством.
- 1514 год: Так как Тильзе уже был населённым пунктом с рынком, здесь Великим Магистром заложена первая гостиница. Её собственником был Немецкий Орден, управляющим был назначен некто Георг Брендель. Все деньги от хозяйственной деятельности оставались у него, но он должен был платить каждый год установленный налог в рыцарский орден. Получить должность управляющего гостиницей мог только уважаемый гражданин, который отличился ранее при рыцарском ордене. После смерти его работу могли продолжить сыновья. Если у него никого не было, то всё владение снова попадало в рыцарский орден. Вторая гостиница в Тильзе появилась лишь 20 лет спустя — в 1534 году (управляющий Галл Клемм).
- 1515—1516: Был построен францисканский монастырь.
- 1524: Францисканский монастырь разрушен местными жителями вследствие принятия идей Реформации.
- 1537: Крепость Тильзит была реконструирована и обновлена.
- 1540: Начинается заселение деревни Тильзе многочисленными литовцами, они заселяют новую улицу, которая сначала называется Литовский переулок, а потом переименована в Высокую улицу.
- 1549 год: Заложены новые улицы, около церкви построена школа.
- 1551 год: Видя стремительный рост Тильзе, герцог Альбрехт решает, наконец, провозгласить его городом. 2 декабря 1551 года в церкви в присутствии самого герцога Альбрехта были выбраны члены городского совета и суда.
- 1552 год: Герцог Альбрехт даровал торговому поселению Тильзе право быть городом. 2 ноября 1552 года — День вручения грамоты о привилегиях — считается датой основания Тильзита. В этот год был учреждён и герб города. Город насчитывал тогда около 3 тысяч жителей.
- 1562: После запруживания реки Тильже возникает мельничный пруд, в скором времени строится и замковая мельница.
- 1565: В Тильзе построено первое здание для городского совета и суда.
- 1586: Открыта латинская школа (позже гимназия).
- 1598—1610: Построена новая Немецкая церковь.

### XVII век
- 1603: Через Тильзе проезжает ганзейское посольство Иоганна Брамбаха (секретарь Совета города Любек), направляясь из Любека к царю Борису Годунову в Москву и Новгород. Посольство ходатайствовало от имени всех членов Ганзы о праве Любека свободно вести торговлю в России, возобновлении в полном объёме своих прежних привилегий, а также о разрешении восстановить имевшиеся тут прежде отделения.
- 1655: В Тильзе переведена 1 рота бранденбургских мушкетёров.
- 1656: Через Тильзе в Лабиау на ратификацию договора между Россией и Бранденбургско-Прусским государством едут послы от русского царя Алексея Михайловича. Российские дипломаты (И. А. Францбеков, подьячий М. Ф. Львов и переводчик А. Выберх) добирались в Пруссию не по морю, а с остановками в харчевнях по берегу, в том числе делегация проехала через Тильзе.
- 1657—1658: В военных целях, хотя ни во время Тридцатилетней войны(1618—1648) Тильзит не видел в своих стенах врага, ни во время шведско-польской войны (1656—1657) не был разорён, главный Курфюрст Пруссии приказывает построить понтонный мост через реку Мемель.
- 1659: Ещё 1 000 бранденбургских всадников прибывает в Тильзе и окрестности для охраны против шведов.
- 1672: Город Тильзе приобретает село Калькаппен, в начале 19 века оно становится независимым.
- 1678: Шведская армия вторгается в Пруссию со стороны Ливонии и захватывает замок и город Тильзе.
- 1679: Шведы отступили в район Шплиттер, где состоялось большое сражение, много шведских солдат погибло недалеко от городского леса. Шведский фельдмаршал Хорн бежал в Ригу, потеряв 2500 человек войска.
- 1692: Постройка католической капеллы вместе с домом священника.
- 1694: Первое выступление комедиантов.
- 1695—1699: На месте прежней, ветхой башни была построена новая башня городской церкви, шпиль башни находился на восьми шарах, она сразу стала символом Тильзита. Высота башни — 63 метра.
- 1697: Через Тильзе в Кёнигсберг проезжает Великое Посольство Петра I (Франц Лефорт, Федор Головин, Прокофий Возницын).
- 1698: В Тильзе учреждается почтамт (подчиняющийся Берлинскому).

### XVIII век
- 1701—1703: Для реформаторского общества построены школа и церковное здание.
- 1709—1710: Эпидемия чумы в Тильзе, от которой погибла треть населения.
- 1714: Король Фридрих Вильгельм I посетил самые тяжело пострадавшие области, в том числе и Тильзе. Для того чтобы восстановить экономику края он призывает сюда ремесленников и крестьян из других областей Германии. В частности, в Тильзе перебралось много жителей Магдебурга. Из 15 тысяч зальцбуржских протестантов, бежавших от преследований на родине в Пруссию, немалая часть также осела в Тильзе.
- 1716: Тильзит получает гарнизон с 780 всадниками — основу последующих Драгунских казарм «Принц Альбрехт Прусский».
- 1726: Король Фридрих Вильгельм I снова посещает Тильзит, где Ганс Иоахим фон Цитен, позднее знаменитый генерал кавалерии, служил лейтенантом в Драгунских казармах.
- 1738: Вследствие королевского указа 1738 года вводилось обязательное общее школьное образование, начиная с шестого года жизни и до конфирмации. Это вызвало появление многих частных школ. В Тильзите возникает католическая школа.
- 1741: Деревня «Пройссен» становится пригородом Тильзита.
- 1749: Два брата Пётч, родом из Тильзита, основали в городе, дав в подарок 300 гульденов, армейскую школу.
- 1750: Население города увеличивается до 7 тысяч человек.
- 1753: Заложен первый камень новой ратуши (старая была разрушена в 1752 году, в это время городское собрание проводилось в доме аптекаря («Фалькен-аптека»)
- 1756: Город насчитывает уже 8600 жителей.
- 1757: Строительство Литовской церкви (началось во время присоединения к России и было завершено в 1760 году). Русские войска занимают Тильзит в ходе Семилетней войны (1756—1763). Русские оставят город лишь в 1762 году, уже после смерти императрицы Елизаветы Петровны.
- 1783: В Тильзите родился поэт Максимилиан фон Шенкендорф.
- 1799: Возникает первая масонская ложа — «Луиза к чистому сердцу».

### XIX век
- 1801: Открывается первая школа для бедных (Armen-Schule).
- 1805: Замок Тильзит был продан с аукциона шестерым тильзитским торговцам.
- 7 июля 1807: Подписан Тильзитский мирный договор между Россией и Францией (Александр I и Наполеон). 9 июля — между Пруссией и Францией.
- 1808: Входит в обиход название Тильзит.
- 1811: В помещении бывшего лазарета обустраивается театр.
- 1813: Генерал Йорк освобождает город от французской оккупации. Частная школа сапожников преобразована в городскую элементарную школу.
- 1816: Начинает издаваться первая тильзитская еженедельная газета «Общеполезный еженедельник Тильзе». Позже «Тильзитская народная газета» (до 1889 года).
- 1817: Возникает первая площадь перед Немецкими воротами.
- 1818: Старая армейская школа становится городской школой, а сам Тильзит становится центром округа. Литовская церковь получает два колокола.
- 1820: Восемь плотин строятся на Мемеле.
- 1821: Коммерческий советник Иоганн Вехтер строит в Тильзите «Эмилиенхоф», включающий в себя сахароварню, зернохранилище, маслобойню.
- 1823: Основано Общество садоводов Тильзита. В частности организован парк «Покой Якоба» и много зеленых мест для прогулок. Возникает масонская ложа «Ирэна», заменившая «Луизу к чистому сердцу».
- 1828: Здания из дерева запрещено строить в Тильзите по правилам противопожарной безопасности.
- 1829: Большое наводнение в Тильзите.
- 1830: Число жителей города составляет 12 тысяч человек. В 1830—1834 годах построено первое шоссе — Кёнигсберг-Таплакен-Тильзит-Таурогген.
- 1831: Эпидемия холеры в Тильзите, 218 человек погибло.
- 1832: Печатается первая литовская газета; сначала в Тильзите, затем в Кёнигсберге.
- 1835: Построены новое здание Почты (сохранилось до наших дней) и здание вокзала.
- 1836: В Штольбеке открыта Народная школа.
- 1840: Начинает издаваться газета «Эхо Мемельского берега», затем названная «Тильзитская газета», а ещё позже «Мемельский дозор». Открыто пароходное сообщение на Рус, Мемель, Лабиау, Тапиау и Кенигсберг. Открыты первые сыроварни на Немецкой улице.
- 1842: В Тильзите построена синагога.
- 1843—1876: В здании бывшего замка располагается бумажная фабрика, сильно пострадавшая от большого пожара 27 декабря 1876 года.
- 1847: Театр сначала выступает в амбаре, потом в городском казино. Построено много складов. Вдоль Мемеля, прежде всего, в Шплиттере строятся лесопильные заводы.
- 1847—1851 годы: Построена католическая церковь, её башня построена в 1888 году.
- 1848: В Тильзите родился Фридрих Вильгельм Фойгт (известный как «Капитан из Кёпеника», умер в 1922 году). Установлен первый почтовый ящик.
- 1852: Генрих Клеффель стал бургомистром Тильзита (по 1882 год).
- 1854: В округе Тильзит родилась поэтесса Иоганна Амбросиуз.
- 1855: Тильзит связан телеграфом с Инстербургом, Мемелем и Гумбинненом.
- 1856: Перестроено здание ратуши.
- 1857: Построен газовый завод. 22 декабря 1857 годы улицы Тильзита впервые осветились газовыми светильниками. В округе родился писатель Герман Зудерманн, написавший «Путешествие в Тильзит». Построено первое здание театра на Дойчештрассе.
- 1858:В Тильзите родились Иоганна Вольф (ставшая в 1930 году почётным жителем города) и Густаф Коссинна — немецкий археолог и историк.
- 1859: Сформирована пожарная команда.
- 1860: Тильзит подключается к телеграфной сети России. В городе располагается пехотный полк фон Бойена. Литовская церковь получает орган.
- 1861: Снесены Высокие ворота (в 1864 году — Немецкие). Начало действовать окружное шоссе на Линкунен.
- 1863: Построен первый спортзал в Тильзите.
- 1863—1865: Построена железная дорога Инстербург—Тильзит. Первый поезд Кёнигсберг—Инстербург—Тильзит был пущен 16 июня 1865 года.
- 1865: В Тильзите построен вокзал.
- 1866: Открыт городской санаторий.
- 1868: У Новых ворот построено здание суда.
- 1871: Памятные дуб и камень в честь победы во Франко-Прусской войне установлены на Ангерпроменаде.
- 1872—1875: Герман Зудерманн, будущий всемирно известный писатель, посещает гимназию Тильзита.
- 1874: В Тильзите родился Альвин Курт Теодор Тило (Курт Миколайт), поэт.
- 1875: Открыт железнодорожный мост через Неман, связавший Тильзит с Мемелем.
- 1876: Сгорает замок Тильзит.
- 1877: Открыта правовая народная школа. На Мемеле введён в эксплуатацию Целлюзно-бумажный завод. Литовская церковь переименована в Земельную церковь.
- 1878: Реставрирована башня Немецкой церкви.
- 1879: В Тильзите создается Немецко-литовское общество. Драгуны переселяются в новую казарму.
- 1880: В Тильзите строится канализация от дождя (1904—1905 годы — очистные сооружения)
- 1883: Газета «Tilsiter Allgemeine Zeitung» начинает выпускаться в типографии Отто фон Мауроде. Там же печатается литовская литература в изгнании. В 1883—1886 годах основатель и идеолог литовского национально-освободительного движения и создания литовского национального государства Иван Юрьевич Басанович (Йонас Басанавичюс, Jonas Basanavičius, 1851—1927) издавал первую литовскую общественно-литературную газету «Аушра» («Auszra», русск. «Заря»).
- 1885: Заняты казармы на Stolbecker Straße. В 1901 году напротив построены новые казармы инфантерии. В Тильзите основано первое в истории литовское культурное общество «Бируте».
- 1888: Катастрофическое наводнение в Тильзите.
- 1889: Пострена первая тильзитская водонапорная башня на Энгельсберге.
- 1890 год: Родилась Шарлотта Кейзер, немецкая писательница.
- 1891: Государственная железная дорога заработала через Лабиау на Кёнигсберг. Первая ремесленная выставка в парке Якоба (до этого в 1878 году в честь 100 летия отца гимнастики Яна был посажен памятный дуб).
- 1892—1893: Построены Меервишская школа и городской театр.
- 1894 Бургомистром стал Роберт Тезинг (по 1900 год). Освящён памятник Войнам в Ирргартене.
- 1895: Тильзит отделён от округа и становится собственным центром округа с населением 28 217 человек.
- 1896: Открываются окружная больница и школа Маргарет-Поэльман.
- 1898—1900: Построена Реформистская церковь (В Ирргартене).
- 1899: Построена школа для мальчиков, позднее, в 1912 году, названая именем герцога Альбрехта.
- 1900: Бургомистром становится Эльдор Поль (по 1924 год). В Пагульбиннене родился Питер Пауль Брок (писатель). В городе ведётся большое строительство — расширяется сеть дорог, канализация, скотобойни, появляется трамвайное движение, мосты через замковый пруд, в парке Якоба в присутствии императора Вильгельма II открыт памятник королеве Луизе работы скульптора Эберляйна.

### XX век
- 1901: 41-й пехотный полк прибывает из Кенигсберга в Тильзит в новые казармы на Stolbecker Straße.
- 1902: Родился Куно Фельхнер (поэт и писатель), открыта узкоколейная железная дорога Тильзит-Микитен.
- 1903: Вместимость театра расширена до 650 человек.
- 1904: Начинается строительство моста королевы Луизы. Расширяется районная больница.
- 1905: Состоялся литовский музыкальный фестиваль. В парке Якобсру построен музей «Литовский домик», там же проводится большая выставка ремесел. В Шплиттере построен дом престарелых.
- 1906: Открыт ипподром в Двишакене. В 1907 году состоялись первые скачки. Литовским студентам начинают выплачивать стипендии.
- 1906—1907 годы: Построены здание администрации округа и новая городская школа.
- 1907: Мост королевы Луизы открыт для движения. Открывается учреждение для глухих на улице Иоганны Вольф.
- 1908: Открыт променад с набережными вокруг замкового пруда.
- 1909: Построен мост через пруд, открыто Лесное кладбище с крематорием в Шплиттере.
- 1910: Возникает районный суд.
- 1911: Завершено строительство «Новой церкви» в парке Меервиша. Средняя школа для девочек (построенная в 1884 году) получает имя Сесилии, средняя школа для мальчиков переименована в школу имени герцога Альбрехта. Вокзал Тильзита перестроен. Футбольный клуб из Тильзита SC Lituania Tilsit становится чемпионом Балтийской лиги (победив в финальном матче Остмарк из Данцига).
- 1912: Открыт водный источник около Высоких ворот с подаренным металлическим орлом, весящим около 20 центнеров.
- 1912—1913: Новая водонапорная башня построена. Заново перестроен пфенниговый мост.
- 1913: Торжественное открытие реальной гимназии.
- 1914: 25 августа—12 сентября — русские войска армии Ренненкампфа вошли в Тильзит. Коммендант города — старший лейтенант Богданов.

12-14 сентября — В Шплиттере горят лесопильни.
- 1917: В Тильзите родился писатель Иоганн Бобровский (умер в 1965 году).
- 1918: Шплиттер, Калькаппен и Штольбек включены в Тильзит. Лидерами восточнопрусских литовцев подписан Тильзитский акт.
- 1919: От Германии отделяется Мемельланд, граница проходит по середине Мемеля. Большое значение приобретает «Лютор-хор» (хор Восточной Германии во главе с Уго Гартунгом, с 1924 по 1937 год руководил Герберт Вильгельми).
- 1920: На Тильже строят военные купальни.
- 1921: Открыт аэродром. Организовано воздушное сообщение Данциг-Кёнигсберг-Тильзит-Мемель. В городе проживает свыше 1000 литовцев.
- 1922: Возникает известняковый завод на Гинденбург Штрассе.
- 1924: Мемельланд получает независимость. Аэропорт Тильзита расширяется.
- 1925: Бургомистром становится Эрнст Зальге (по 1934 год). Большая спортивная площадка (100 на 200 метров) строится выше Пфеннигова моста.
- 1926: Открыта первая коммерческая воздушная линия Дерулюфт: Берлин-Кёнигсберг-Тильзит-Ревель-Ленинград-Москва. На Штольбекер Штрассе открыто профессиональное училище. Большое наводнение в Тильзите.
- 1927: Тильзитская полиция национализирована. В Тильзите проходит большой фестиваль Бетховена.
- 1928: Открыт портовый склад. Туберкулезный санаторий строится в городском лесу, куда прокладываются велосипедные дорожки. На площади Ангер водружают скульптуру «Лось» (работы Фордемайера). Возникает учебное заведение по производству «Тильзитского сыра».
- 1928—1929 годы: Построены стадион «Гинденбург» в парке Якобсру и здание полицейского управления.
- 1929: 11 февраля — самый холодный день столетия, в Тильзите доходит до −32 градусов Цельсия, а в округе даже до −37 °C. Большинство фруктовых деревьев погибает от мороза.
- 1930: Поэтесса Иоганна Вольф становится почётным жителем города Тильзита. Большой национальный праздник в честь 700-летия «Колонизации Пруссии Тевтонским Орденом» с парадом и выставками. Приземление дирижабля «Граф Цеппелин».
- 1932: Генерал фон Леттов-Форбек, командующий «Группы защиты» в немецкой колонии в Африке, сажает в парке Якобсру колониальный дуб. Ромбинас переживает новый обвал.
- 1934: Бургомистром становится Эрих Микс (по 1937 год).
- 1935: Тингплатц был создан за парком Якобсу.
- 1935: Ремонт театра, он получает название «Театр приграничной земли». В 1940 году он получил вращающуюся сцену.
- 1937: Бургомистром становится Фритц Никау (по 1945 год).
- 1939: Мемельланд снова в составе Германии. Трамвайная линия проложена к Лесному кладбищу. В Тильзите снимают фильм «Путешествие в Тильзит». 2 ноября состоялась премьера фильма.
- 1940: Катастрофическое наводнение в Тильзите.
- 1941: Литовские немцы из России приезжают в Мемельланд.
- 1943: Город пережил свою первую крупную бомбёжку.
- 1944: Население города составляет 60 000 человек. В Шплиттере построен понтонный мост.

19 октября: Первый обстрел.
22 октября: Мост королевы Луизы был взорван немецкими инженерами.
- 1945: Советские войска 1-го Прибалтийского фронта под командованием маршала Баграмяна вошли в Тильзит 17 января 1945 года.

## Бургомистры Тильзита
- Первый бургомистр Тильзита — Каллус Клемм-младший. XVI век
- Генрих Клеффель (1852–1882)
- Роберт Тезинг (1894–1900)
- Эльдор Поль (1900–1924)
- Эрнст Зальге (1925–1934)
- Эрих Микс (1934–1937)
- Фритц Никау (1937–1945)

## Архитектура и достопримечательности

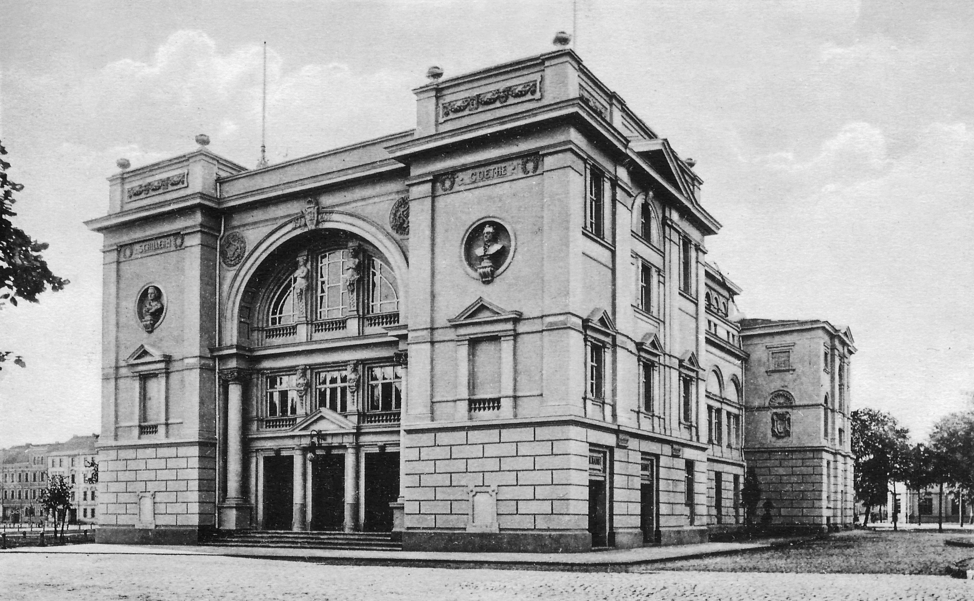
Здание «Тильзит-театра»

- Памятник королеве Луизе в парке Якобсруэ (скульптор Г. Эберляйн, установлен в 1900);
- Ворота от дома Стрелкового общества, где находилась первая резиденция Наполеона в Тильзите — начало XIX века;
- Руины замка Тильзит — XIV век;
- Здание портового склада Тильзита (по проекту Петера Беренса) — 1928;
- Мост королевы Луизы с въездной аркой — 1907;
- Здание Тильзит-театра — 1893;
- Скульптура «Лось» (автор Фордермайер) — 1928;
- Фонтан со скульптурой орла и маскароном льва на площади герцога Альбрехта — 1912
- Вилла Франка — 1887—1888;
- Евангелистско-лютеранская кирха Креста — 1911;
- Здание ложи «К трем патриархам» (по проекту Э. Мендельсона) — 1926—1927 гг;
- Дом, в котором родился Армин Мюллер-Шталь;
- Памятный камень и дуб, установленные в честь победы во Франко-Прусской войне 1870—1871;
- Водонапорная башня Тильзита — 1898;
- Склады купеческого общества — 1835;
- Тильзитская классическая гимназия — 1900;
- Казармы литовского драгунского полка — 1879;
- Здание театра королевы Луизы — 1910;
- Здание тильзитского почтамта — 1835;
- Здание акционерного пивоваренного общества — конец XIX века;
- Статуя рыцаря на фасаде здания;
- Дом с атлантами («Держатель глобуса») — конец XIX века;
- Здание таможни Тильзита — конец XIX века
- Здание реальной гимназии для мальчиков — 1913;
- Здание гражданского суда Тильзита— 1913;
- Здание военного суда Тильзита — 1868;
- Железнодорожный вокзал Тильзита — 1865 г.;
- Башня Реформатской кирхи;
- Здание полицейского управления Тильзита — 1928;
- Вилла Лазера 1905 г.;
- Памятники садово-паркового искусства (парк Якобсруэ, основан в 1823 г).
- Колонна в честь победы во Франко-Прусской войне — конец XIX века;
- Памятник Максимилиану фон Шенкендорфу (скульптор М. Энгельке) — 1890;
- Крематорий (арх. Гауэр) — 1911—1913;
- Дом Синемундирников (Blaurocksche Haus) — 1705;
- Ратуша Тильзита — 1753—1755;
- Немецкая (Орденская) церковь — 1598—1610;
- Реформатская кирха — 1898—1899;
- Литовская (Земельная) церковь — 1757;
- Католическая кирха — 1847—1851;
- Здание администрации округа Тильзит-Рагнит — 1907;
- Кинотеатр «Lichtspielhaus»;
- Памятник Хайденрайху в парке Якобсруэ;
- Дом Наполеона — 1800;
- Дом Королевы Луизы;
- Бюргерхалле — 1861;
- Булочная Берендта — 1700;
- Отель Кайзерхоф;
- Фонтан «Рождение Венеры/Афродита» на Тезингплац;
- Фонтан «Богиня ночи» в парке Якобсруэ — 1905;
- Фалькен-аптека — 1571;
- Дом со скульптурами львов — Дом со скульптурами львов на крыльце по улице Дойче штрассе, 21 — XVI век;
- Жилой дом и магазин семьи Гангуин на Тезингплац;
- Памятник Драгунам — 1919;
- Памятник пехотинцам 41 полка, погибшим во всех войнах от создания полка, включая Первую мировую;
- Здание типографии Отто фон Маудероде;

## Транспорт

### Железнодорожный транспорт
1865 год — Тильзит связан железной дорогой с Инстербургом;
1875 год — строительство железнодорожного моста через Неман;
1891 год — открытие железнодорожной линии Тильзит — Кёнигсберг;

### Узкоколейные дороги
Тильзит обслуживался железными дорогами узкой колеи, см Узкоколейные железные дороги Восточной Пруссии.

### Автодороги
Толчок к развитию города дало в 1836 году сооружение шоссе Тильзит — Рига.

### Воздушный транспорт
- 1921 год — открыто авиасообщение Данциг — Кёнигсберг—Тильзит — Мемель;
- 1926 год — открыто авиационное сообщение Берлин —Кёнигсберг — Тильзит — Ревель — Ленинград и Берлин — Кёнигсберг — Тильзит — Москва;
- 1945 год — в Тильзите имелось воздушное сообщение с Кёнигсбергом и Берлином.

### Тильзитский трамвай
Электрический трамвай действовал в Тильзите с 1901 по 1944 годы. Всего было четыре маршрута.